# کریپتوکت
کریپتوکت (به انگلیسی: Cryptocat) یک برنامه دسکتاپ منبع باز است که توسعهٔ آن متوقف شده است؛ و هدف آن فراهم کردن امکان چت آنلاین رمزگذاری‌شده برای ویندوز، مک‌اواس و لینوکس بود. این برنامه از رمزگذاری سرتاسر برای ایمن‌سازی تمام ارتباطات با سایر کاربران کریپتو کت استفاده می‌کرد. در کریپتو کت این امکان وجود داشت تا کاربران به‌طور مستقل لیست دستگاه‌های دوستان خود را تأیید کنند و در صورت تغییر لیست دستگاه‌های دوستان، اعلان دریافت کنند. همچنین همه به‌روزرسانی‌ها از طریق دانلودکننده داخلی نرم‌افزار تأیید می‌شدند.
کریپتو کت توسط ندیم کوبیسی ایجاد شد و با همکاری جامعه‌ای از مشارکت‌کنندگان منبع باز توسعه یافت. این نرم‌افزار تحت شرایط GPLv3 منتشر شد، اگرچه اکنون توسعهٔ آن متوقف شده است.

## تاریخچه
کریپتو کت اولین بار در ۱۹ می ۲۰۱۱ به عنوان یک برنامه وب راه‌اندازی شد.
در ژوئن ۲۰۱۲، کوبیسی اعلام کرد که در مرز ایالات متحده توسط وزارت امنیت میهن ایالات متحده آمریکا بازداشت شده و در مورد مقاومت کریپتو کت در برابر سانسور مورد بازجویی قرار گرفته است. او پس از این حادثه، توئیتی منتشر کرد که منجر به پوشش رسانه‌ای گسترده و افزایش محبوبیت این نرم‌افزار شد.
در ژوئن ۲۰۱۳، محقق امنیتی استیو توماس به یک باگ امنیتی اشاره کرد که می‌تواند برای رمزگشایی هر پیام چت گروهی که با استفاده از کریپتو کت بین سپتامبر ۲۰۱۲ و ۱۹ آوریل ۲۰۱۳ انجام شده بود، استفاده شود پیام‌های خصوصی تحت تأثیر قرار نگرفتند و این اشکال یک ماه قبل برطرف شده بود. در پاسخ، کریپتو کت یک توصیه امنیتی صادر کرد و از همه کاربران درخواست کرد که از ارتقای آن به آخرین نسخه اطمینان حاصل کنند و به کاربران اطلاع داد که ممکن است مکالمات گروهی گذشته به خطر افتاده باشد.
در فوریه ۲۰۱۴، ممیزی توسط iSec Partners مدل احراز هویت کریپتو کت را ناکافی ارزیابی کرد. در پاسخ، کریپتو کت بهبودهایی را در احراز هویت کاربر ایجاد کرد، که احراز هویت و شناسایی حملات مرد میانی را برای کاربران آسان‌تر کرد.
در فوریه ۲۰۱۶، کوبیسی با اشاره به نارضایتی از وضعیت فعلی پروژه پس از ۱۹ ماه عدم به‌روز رسانی، اعلام کرد که کریپتو کت را به‌طور موقت آفلاین می‌کند و توسعه برنامه موبایل آن را متوقف می‌کند، تا بازنویسی کامل و راه‌اندازی مجدد نرم‌افزار اجام شود. در مارس ۲۰۱۶، کوبیسی انتشار نسخهٔ جدید کریپتو کت که به‌طور کامل به‌عنوان نرم‌افزار دسکتاپ به‌جای نرم‌افزار اصلی وب برنامه بازنویسی شده بود، به‌عنوان نسخه بتا عمومی و از سرگیری فعالیت این سرویس اعلام کرد. رویکرد جدید دسکتاپ محور به کریپتو کت اجازه داد تا از یکپارچه سازی دسکتاپ قوی تر، در سبکی مشابه Pidgin بهره‌مند شود.
در فوریه ۲۰۱۹، اعلام شد که کریپتو کت متوقف خواهد شد. از دسامبر ۲۰۱۹، دامنه cryptocat برای فروش است و پیوندهایی به سایت برای پیام رسان Wire دارد.

## امکانات
کریپتو کت به کاربران خود اجازه می‌دهد تا مکالمات چت رمزگذاری شده سرتاسر راه اندازی کنند. کاربران می‌توانند پیام، فایل رمزگذاری شده و عکس مبادله کنند و همچنین فایل‌های صوتی/تصویری را ایجاد و به اشتراک بگذارند. همه دستگاه‌هایی که به حساب‌های کریپتو کت مرتبط هستند، حتی در حالت آفلاین، پیام‌های ایمن را دریافت خواهند کرد.
تمام پیام‌ها، فایل‌ها و فایل‌های صوتی/تصویری ارسال شده از طریق کریپتو کت رمزگذاری شده‌اند. کاربران کریپتو کت پس از اتصال، دستگاه‌های خود را به حساب کریپتو کت خود پیوند می‌دهند و می‌توانند دستگاه‌های یکدیگر را از طریق مدیر دستگاه شناسایی کنند تا از حملات Man-in-the-Middle جلوگیری کنند. کریپتو کت همچنین از مکانیسم اعتماد در اولین استفاده برای کمک به تشخیص تغییرات کلید هویت دستگاه استفاده می‌کند.
کریپتو کت همچنین دارای یک مکانیزم به‌روزرسانی خودکار داخلی است که به‌طور خودکار بررسی امضای به‌روزرسانی‌های دانلود شده را انجام می‌دهد و از پین کردن گواهی TLS برای جلوگیری از حملات جعل هویت شبکه استفاده می‌کند.
در ابتدا در سال ۲۰۱۳، کریپتو کت امکان اتصال به Facebook Messenger را برای شروع گفتگوی رمزگذاری شده با سایر کاربران این سرویس ارائه داد. به گفته توسعه دهندگان، این ویژگی به منظور کمک به ارائه جایگزینی برای مدل چت معمولی کریپتو کت است که لیست تماس‌های طولانی مدت را ارائه نمی‌دهد. این ویژگی در نوامبر ۲۰۱۵ قطع شد.

## پذیرش و استفاده
در ژوئن ۲۰۱۳، کریپتو کت توسط خبرنگار گلن گرینوالد در هنگ کنگ مورد استفاده قرار گرفت تا برای اولین بار با ادوارد اسنودن ملاقات کند، پس از اینکه نرم‌افزارهای رمزنگاری دیگر کار نکردند.
در نوامبر ۲۰۱۳، کریپتو کت در ایران ممنوع شد، مدت کوتاهی پس از انتخاب رئیس‌جمهور جدید ایران ، حسن روحانی، که وعده داده بود قوانین اینترنت بازتر بیشتری داشته باشد.
کریپتو کت از ۴ نوامبر ۲۰۱۴ تا ۱۳ مارس ۲۰۱۶ در «کارت امتیازی پیام رسانی امن» بنیاد مرزهای الکترونیکی فهرست شده بود. در این مدت، Cryptocat امتیاز ۷ از ۷ امتیاز را در کارت امتیازی کسب کرد. امتیازهایی را برای داشتن ارتباطات رمزگذاری شده در حین انتقال، داشتن ارتباطات رمزگذاری شده با کلیدهایی که ارائه دهنده به آنها دسترسی نداشت (رمزگذاری سرتاسری) دریافت کرده بود، و این امکان را برای کاربران فراهم می‌کرد تا به‌طور مستقل هویت خبرنگار خود را تأیید کنند، و ارتباطات گذشته را ایمن کنند در صورتی که کلیدها دزدیده شدند (محرمانه بودن رو به جلو)، باز بودن کد آن برای بازبینی مستقل (منبع باز)، طراحی‌های امنیتی آن به خوبی مستند شده، و تکمیل یک ممیزی امنیتی مستقل.

## معماری

### رمزگذاری
کریپتوکت از الگوریتم دابل راتچت برای دستیابی به رمزنگاری پیشرو و آینده‌نگر در پیام‌ها استفاده می‌کند، پس از اینکه یک جلسه با استفاده از یک دست‌دهی دیفی-هلمن منحنی بیضوی (Elliptic-curve Diffie–Hellman) برقرار شد. این دست‌دهی شامل کلیدهای هویتی بلندمدت، کلید میانی امضا شده و یک کلید پیش‌فرض یک‌بار مصرف است. این روش مشابه پروتکل رمزنگاری است که توسط اپلیکیشن موبایل سیگنال برای پیام‌رسانی رمزگذاری شده اتخاذ شده است. هدف کریپتوکت این است که پیام‌هایش به محرمانگی، تمامیت، اصالت منبع، رمزنگاری پیشرو و آینده‌نگر و تمایز ناپذیری حتی در یک شبکه کنترل‌شده توسط یک مهاجم فعال دست یابند. ویژگی‌های رمزنگاری پیشروی پروتکلی که کریپتوکت استفاده می‌کند، مشابه مواردی است که برای اولین بار توسط پیام‌رسانی خارج از ثبت (Off-the-Record Messaging) معرفی شد.
کریپتوکت از استاندارد رمزنگاری پیشرفته (AES) در حالت گالوا/شمارنده برای رمزنگاری تأیید شده، منحنی ۲۵۵۱۹ (Curve25519) برای توافق بر سر کلید مشترک دیفی-هلمن با منحنی بیضوی، HMAC-SHA256 برای مشتق‌سازی کلید و Ed25519 برای امضا استفاده می‌کند. به منظور محدود کردن اثر افشای کلید هویتی بلندمدت، کلیدهای بلندمدت فقط یک بار برای تبادل کلید تأیید شده اولیه و یک بار برای امضای یک کلید میانی جدیداً تولید شده، استفاده می‌شوند.
برای لایه انتقال، کریپتوکت از استاندارد رمزنگاری پیام و اشیاء چند پایانی OMEMO استفاده می‌کند که همچنین به این نرم‌افزار قابلیت پشتیبانی از چند دستگاه و امکان ارسال پیام‌های آفلاین را فراهم می‌کند.

### شبکه
شبکه کریپتوکت بر روی یک پیکربندی XMPP که از طریق WebSockets ارائه می‌شود، متکی است. بر اساس بیانیه مدیریت پروژه، شبکه کریپتوکت فقط پیام‌های رمزگذاری شده را منتقل می‌کند و هیچ داده‌ای را ذخیره نمی‌کند علاوه بر پروتکل رمزگذاری سرتاسری کلاینت کریپتوکت، ارتباط بین کلاینت و سرور نیز توسط TLS محافظت می‌شود.

#### توزیع
از مارس ۲۰۱۱ تا مارس ۲۰۱۶، کریپتوکت به‌صورت رسمی از طریق فروشگاه وب گوگل کروم، فروشگاه اپل و دیگر کانال‌های رسمی که توسط پلتفرم‌های هدف کنترل می‌شدند، توزیع می‌شد. پس از بازنویسی کریپتوکت به نرم‌افزار دسکتاپ در مارس ۲۰۱۶، این نرم‌افزار به‌صورت انحصاری از طریق سرورهای خود کریپتوکت توزیع شد که همچنین به‌روزرسانی‌های امضا شده را نیز ارائه می‌دهند.

## در ادامه مطلب
- Greenberg, Andy (27 May 2011). "Crypto.cat Aims To Offer Super-Simple Encrypted Messaging". Forbes.
- Curtis, Christopher (17 February 2012). "Free encryption software Cryptocat protects right to privacy: inventor". Montréal Gazette. Archived from the original on 19 February 2012.
- Dwyer, Jim (17 April 2012). "Using His Software Skills With Freedom, Not a Big Payout, in Mind". New York Times.
- Knowles, Jamillah (3 March 2012). "Raspberry Pi network plan for online free-speech role". BBC News.
- Kirk, Jeremy (14 March 2012). "Cryptocat Aims for Easy-to-use Encrypted IM Chat". PCWorld. Archived from the original on 17 December 2012.